# Aminuis
Aminuis to miejscowość w regionie Omaheke we wschodniej Namibii. Okręg wyborczy Aminuis obejmuje obszar około 13 028 km² i mieszka w nim łącznie około 12 306 osób (stan na 2011 rok).
W Aminuis znajduje się lotnisko, szkoła podstawowa, szkoła średnia oraz szkoła mieszana (zarówno podstawowa jak i średnia), klinika, posterunek policji i urząd pocztowy.

## Historia
Aminuis powstało w 1902 roku, gdy Oblaci Maryi Niepokolanej założyli tam misję oraz szkołę.
W latach 1980–1989 siedziba władz oraz de facto stolica Tswanalandu.